# Đội tuyển bóng đá U-23 quốc gia Syria
Đội tuyển bóng đá U-23 quốc gia Syria là một đội tuyển bóng đá trẻ quốc gia Syria và được kiểm soát bởi Liên đoàn bóng đá Syria.

## Thành tích tại các giải đấu

### Thế vận hội
| Kỷ lục Thế vận hội Mùa hè | Kỷ lục Thế vận hội Mùa hè    | Kỷ lục Thế vận hội Mùa hè    | Kỷ lục Thế vận hội Mùa hè    | Kỷ lục Thế vận hội Mùa hè    | Kỷ lục Thế vận hội Mùa hè    | Kỷ lục Thế vận hội Mùa hè    |
| Chủ nhà/Năm               | Kết quả                      | ST                           | T                            | H*                           | B                            | BT                           |
| ------------------------- | ---------------------------- | ---------------------------- | ---------------------------- | ---------------------------- | ---------------------------- | ---------------------------- |
| 1908–1988                 | Xem đội tuyển quốc gia Syria | Xem đội tuyển quốc gia Syria | Xem đội tuyển quốc gia Syria | Xem đội tuyển quốc gia Syria | Xem đội tuyển quốc gia Syria | Xem đội tuyển quốc gia Syria |
| 1992                      | Không vượt qua vòng loại     | Không vượt qua vòng loại     | Không vượt qua vòng loại     | Không vượt qua vòng loại     | Không vượt qua vòng loại     | Không vượt qua vòng loại     |
| 1996                      | Không vượt qua vòng loại     | Không vượt qua vòng loại     | Không vượt qua vòng loại     | Không vượt qua vòng loại     | Không vượt qua vòng loại     | Không vượt qua vòng loại     |
| 2000                      | Không vượt qua vòng loại     | Không vượt qua vòng loại     | Không vượt qua vòng loại     | Không vượt qua vòng loại     | Không vượt qua vòng loại     | Không vượt qua vòng loại     |
| 2004                      | Không vượt qua vòng loại     | Không vượt qua vòng loại     | Không vượt qua vòng loại     | Không vượt qua vòng loại     | Không vượt qua vòng loại     | Không vượt qua vòng loại     |
| 2008                      | Không vượt qua vòng loại     | Không vượt qua vòng loại     | Không vượt qua vòng loại     | Không vượt qua vòng loại     | Không vượt qua vòng loại     | Không vượt qua vòng loại     |
| 2012                      | Không vượt qua vòng loại     | Không vượt qua vòng loại     | Không vượt qua vòng loại     | Không vượt qua vòng loại     | Không vượt qua vòng loại     | Không vượt qua vòng loại     |
| 2016                      | Không vượt qua vòng loại     | Không vượt qua vòng loại     | Không vượt qua vòng loại     | Không vượt qua vòng loại     | Không vượt qua vòng loại     | Không vượt qua vòng loại     |
| 2020                      | Không vượt qua vòng loại     | Không vượt qua vòng loại     | Không vượt qua vòng loại     | Không vượt qua vòng loại     | Không vượt qua vòng loại     | Không vượt qua vòng loại     |
| 2024                      | Không vượt qua vòng loại     | Không vượt qua vòng loại     | Không vượt qua vòng loại     | Không vượt qua vòng loại     | Không vượt qua vòng loại     | Không vượt qua vòng loại     |
| 2028                      | Chưa xác định                | Chưa xác định                | Chưa xác định                | Chưa xác định                | Chưa xác định                | Chưa xác định                |
| 2032                      | Chưa xác định                | Chưa xác định                | Chưa xác định                | Chưa xác định                | Chưa xác định                | Chưa xác định                |
| Tổng số                   | 0/9                          | -                            | -                            | -                            | -                            | -                            |

### Đại hội Thể thao châu Á
Từ Đại hội Thể thao châu Á 2002, tại giải đấu đầu tiên được diễn ra trong một thể thức U-23.
| Năm     | Kết quả       | ST            | T             | H*            | B             | BT            | BB            |
| ------- | ------------- | ------------- | ------------- | ------------- | ------------- | ------------- | ------------- |
| 2002    | Không tham dự | Không tham dự | Không tham dự | Không tham dự | Không tham dự | Không tham dự | Không tham dự |
| 2006    | Vòng bảng     | 6             | 2             | 3             | 1             | 6             | 2             |
| 2010    | Không tham dự | Không tham dự | Không tham dự | Không tham dự | Không tham dự | Không tham dự | Không tham dự |
| 2014    | Không tham dự | Không tham dự | Không tham dự | Không tham dự | Không tham dự | Không tham dự | Không tham dự |
| 2018    | Tứ kết        | 5             | 3             | 0             | 2             | 7             | 6             |
| 2022    | Rút lui       | Rút lui       | Rút lui       | Rút lui       | Rút lui       | Rút lui       | Rút lui       |
| 2026    | Chưa xác định | Chưa xác định | Chưa xác định | Chưa xác định | Chưa xác định | Chưa xác định | Chưa xác định |
| 2030    | Chưa xác định | Chưa xác định | Chưa xác định | Chưa xác định | Chưa xác định | Chưa xác định | Chưa xác định |
| 2034    | Chưa xác định | Chưa xác định | Chưa xác định | Chưa xác định | Chưa xác định | Chưa xác định | Chưa xác định |
| Tổng số | 2/6           | 11            | 5             | 3             | 3             | 13            | 8             |

### Giải vô địch bóng đá U-23 châu Á
| Năm     | Kết quả                  | ST                       | T                        | H*                       | B                        | BT                       | BB                       |
| ------- | ------------------------ | ------------------------ | ------------------------ | ------------------------ | ------------------------ | ------------------------ | ------------------------ |
| 2013    | Tứ kết                   | 4                        | 2                        | 1                        | 1                        | 4                        | 3                        |
| 2016    | Vòng bảng                | 3                        | 1                        | 0                        | 2                        | 5                        | 7                        |
| 2018    | Vòng bảng                | 3                        | 0                        | 2                        | 1                        | 1                        | 3                        |
| 2020    | Tứ kết                   | 4                        | 1                        | 1                        | 2                        | 4                        | 3                        |
| 2022    | Không vượt qua vòng loại | Không vượt qua vòng loại | Không vượt qua vòng loại | Không vượt qua vòng loại | Không vượt qua vòng loại | Không vượt qua vòng loại | Không vượt qua vòng loại |
| 2024    | Không vượt qua vòng loại | Không vượt qua vòng loại | Không vượt qua vòng loại | Không vượt qua vòng loại | Không vượt qua vòng loại | Không vượt qua vòng loại | Không vượt qua vòng loại |
| Tổng số | 4/6                      | 14                       | 4                        | 4                        | 6                        | 14                       | 16                       |

## Các cầu thủ

### Các đội hình lần trước
| Đại hội Thể thao châu Á - Đội hình bóng đá tại Đại hội Thể thao châu Á 2006 | Giải vô địch bóng đá U-23 châu Á - Đội hình giải vô địch bóng đá U-22 châu Á 2013 - Đội hình giải vô địch bóng đá U-23 châu Á 2016 - Đội hình giải vô địch bóng đá U-23 châu Á 2018 |